# Jadwiga Sarnecka
Jadwiga Sarnecka (ur. 1877 w Sławucie lub 15 października 1883 w Szarogrodzie, zm. 29 grudnia 1913 w Krakowie) – polska kompozytorka i pianistka.
Danych na temat jej życia istnieje bardzo niewiele. Odebrała staranne wykształcenie muzyczne. Była uczennicą m.in. Aleksandra Michałowskiego, Teodora Leszetyckiego. Cieszyła się sławą znakomitej pianistki, ale przede wszystkim chciała być i była kompozytorką. Pobierała lekcje u Władysława Żeleńskiego, Felicjana Szopskiego i być może Henryka Melcera – nieregularnie, prywatnie. Utwory, które pisała, nie mogły się podobać. Byłe inne, więc spotkały się z miażdżącą falą krytyki. Określano je jako dziwaczne, depresyjne, półdyletanckie, zarzucano im chaos w treści i opracowaniu. Ale Sarnecka pisała dalej. Drukowała na koszt własny, potem los zaczął się do niej uśmiechać. Talent dostrzeżono – Feliks „Manggha” Jasieński z własnych pieniędzy zafundował wydanie drukiem jej kompozycji. Ludzie kształtujący obraz ówczesnej muzyki polskiej: Chybiński, Reiss, Jachimecki zaczęli pisać o jej twórczości w tonie przychylnym, prawie euforycznym. W 1910 Sarnecka otrzymała drugą nagrodę za IV Balladę na konkursie kompozytorskim zorganizowanym z okazji setnej rocznicy urodzin Chopina we Lwowie (pierwsza dla K. Szymanowskiego). Co więcej, na I Zjeździe Muzyków Polskich, jako jedyna kobieta została poproszona o wygłoszenie referatu. Wybrała temat "Twórczość a wirtuozja w kompozycji muzycznej".
Niestety, choroba rozwijała się nieubłaganie. Kąśliwe krytyki nie ustawały i Jadwiga podobno popadła w depresję. Nieznane są dokładne powody, dla których nie wydawała już utworów. Nie przestawała jednak komponować. Co więcej – pisała swoje najbardziej awangardowe utwory, radykalizując swój język harmoniczny i stylistyczny. Ocierała się o próby politonalne, kroczyła swoją własną, indywidualną drogą. Jej pismo stawało się drżące. Wkrótce potem umarła na gruźlicę, nie ukończywszy swojej VII Ballady, Sonaty, Wariacji. Została pochowana na cmentarzu Rakowickim, lecz jej grób się nie zachował.